# Görlitz
Görlitz város Németország legkeletibb részén, Szászország szövetségi államban (Bundesland). A település a Neisse folyó nyugati partján, (az 1945-ig hozzá tartozott) Zgorzelec lengyel várossal átellenben, Drezda közelében fekszik.

## Története

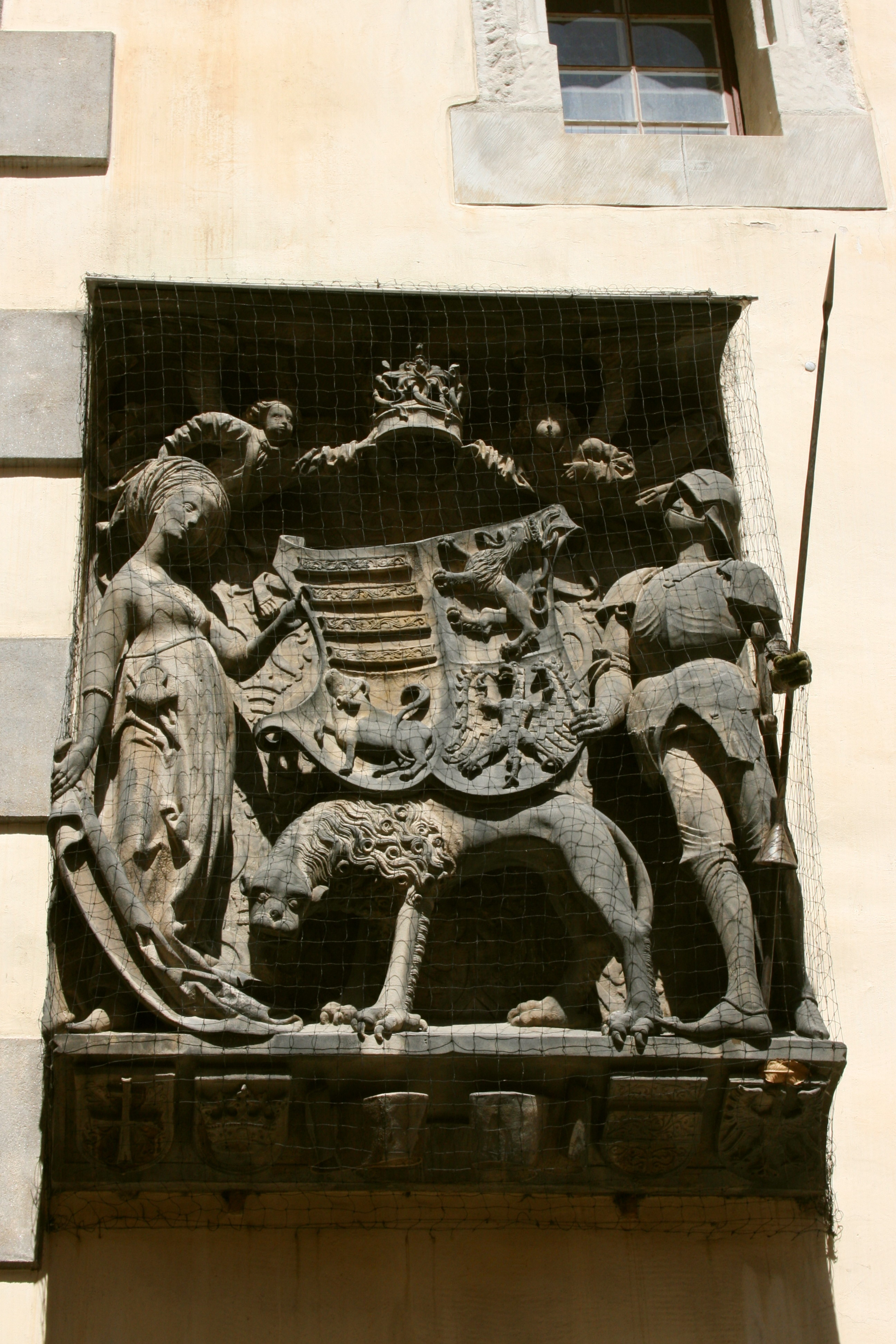
I. Mátyás magyar király címere

Az eredetileg szlávok lakta Gorelicről először 1071-ből tesznek említést történelmi források.
A 201 méter magasan fekvő ipari település 1220-ban már virágzó város volt, kettős városfallal körülvéve.
1303-ban kapott kiváltságlevelet, amikor Csehországhoz tartozott. 1346 után csatlakozott a lausitzi városok szövetségéhez, s csakhamar Felső-Lausitz székhelye és kulturális központja lett. 1377-től 1396-ig hercegi székhely volt. 1565-ben alapították a gimnáziumát. 1635-ben Csehországtól Szászországhoz, majd 1815-ben Poroszországhoz csatolták.
A 17. század elején jelentős kultúrközponttá lépett elő. A második világháborúban nagyobb károsodás szerencsére nem érte. 1950-ben a keleti részét Zgorzelec néven Lengyelországhoz csatolták.
1972 óta római katolikus püspöki székhely.

## Gazdasága
Görlitz a középkorban élte virágkorát, takácsai messze földön híresek voltak. A lenipar megjelenése nagy lendületet adott a város gazdasági fejlődésének. Mátyás király uralkodása idején textiltermékei a Balkánra is eljutottak. A 18. század első harmadából származnak gyönyörű barokk épületei. Görlitz fontos lignitbányavidék vasúti csomópontja, Felső-Lausitz kereskedelmi központja. A városban vagongyártó üzem, gépgyárak, textilgyárak, valamint elektrotechnikai és fafeldolgozó üzemek működnek.

## Látnivalók

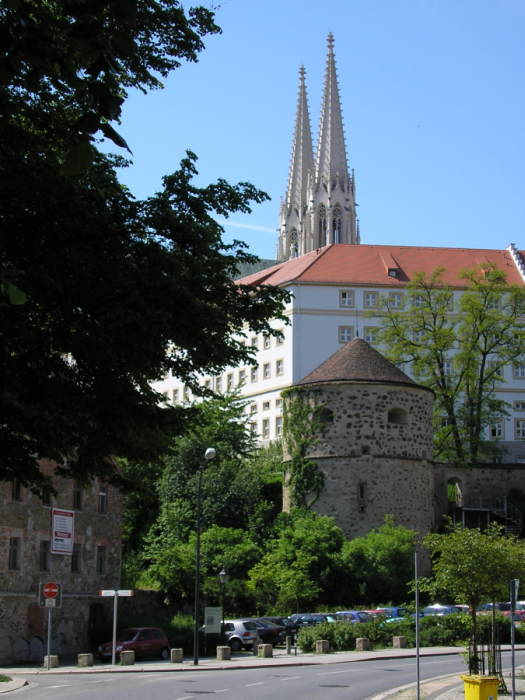

A legfontosabb látnivalók a két részre szakított Markt körül csoportosulnak, de a többi térre is jut a nevezetes műemlékekből.
A Frauenkirche (Marienplatz) a 15. században épült, de a 18. századi átalakításoknál sokat vesztett késő gótikus jellegéből.
A Kövér torony (Dickerturm, 1290) erődtoronynak készült. A 16. században reneszánsz tetővel fejezték be.
A Rondella (1490) a Demianplatz jellegzetes eleme, amely a büszke Kaisertrutz (a császárral dacoló) nevet a harmincéves háborúban kapta.
A Reichenbacher Turm a város egyik jelképe. Alsó része 1376-ban, hengeres felépítménye 1485-ben, a barokk toronysisak 1782-ben épült.
A Városháza az igazi látványosság, amely a 15. századtól több szakaszban épült, alakult. Mai formáját végül is 1902-ben nyerte el. Déli szárnyán 1488 óta Mátyás királyunk címere látható, mivel akkoriban Szilézia és Szászország keleti fele Magyarországhoz tartozott.

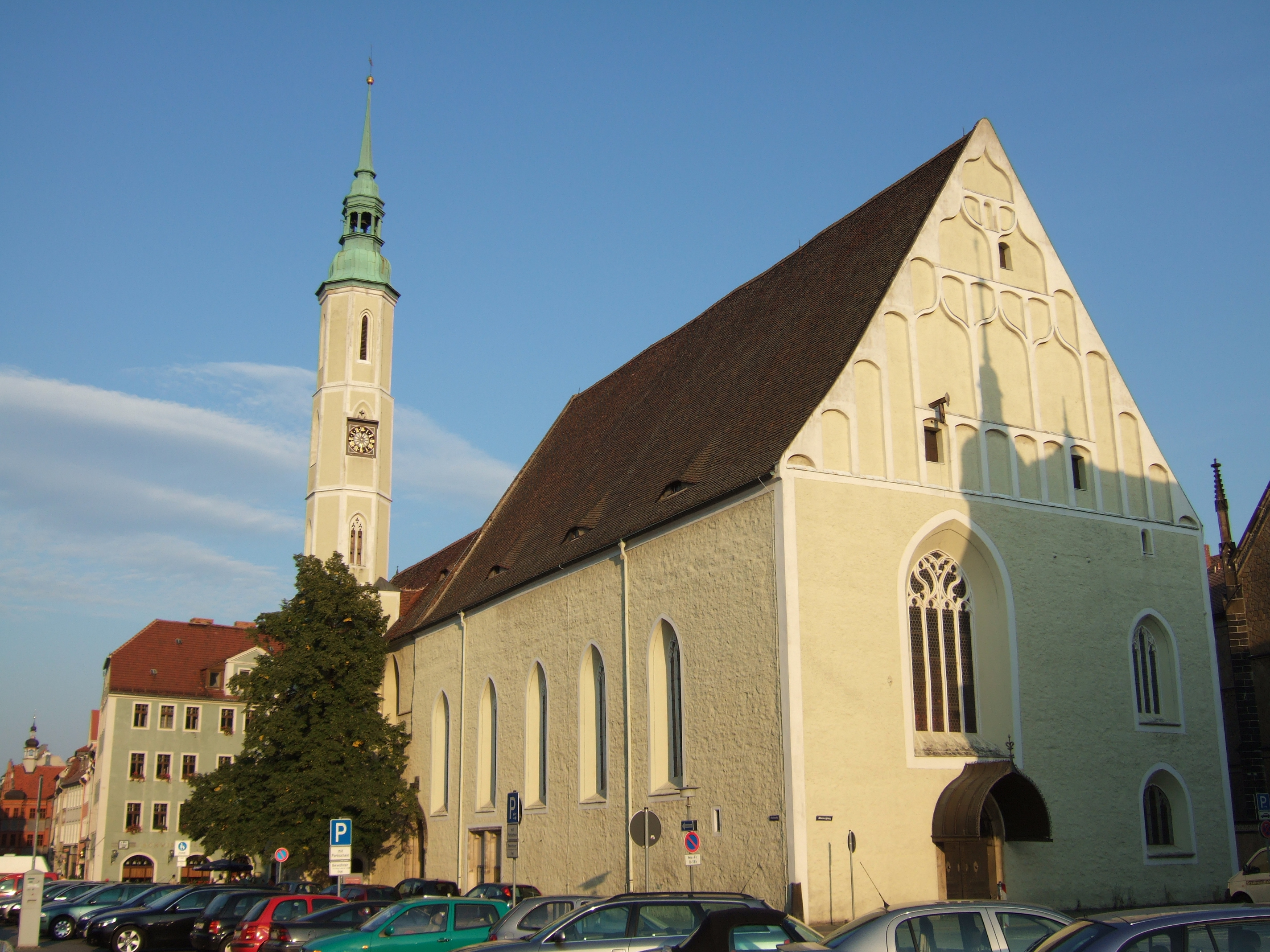
A Dreifaltigkeitskirche 1234-ben épült gótikus ferences templom

A Dreifaltigkeitskirche 1234-ben épült gótikus ferences templom, értékes 16. és 17. századi oltárokkal, 16. századi szentéllyel.

## Híres görlitziek
- Jakob Böhme filozófus
- Michael Ballack labdarúgó, a német válogatott egykori csapatkapitánya